# Јасер ел Шахрани
Јасер Гарсан ел Шахрани (арап. ياسر الشهراني‎, романизовано Yasser Gharsan Al-Shahrani; Дамам, 25. мај 1992) професионални је саудијски фудбалер који игра у одбрани на позицији десног бека.

## Клупска каријера
Професионалну каријеру започео је у редовима екипе Кадисије, одакле је у јулу 2012. прешао у редове најбољег саудијског клуба Ал Хилала из Ријада. Двострууки је освајач националног првенства са Ал Хилалом. 

## Репрезентативна каријера
Шахрани је играо за младу репрезентацију Саудијске Арабије на светском првенству за играче до 20 година 2011. у Колумбији, а постигао је и један погодак у утакмици другог кола групне фазе против селекције Гватемале.
За сениорску репрезентацију Саудијске Арабије дебитовао је 7. септембра 2012. у пријатељској утакмици против селекције Шпаније. 
Био је део националног тима и на Светском првенству 2018. у Русији, где је одиграо све три утакмице свог тима у  групи А.

## Успеси и признања
ФК Ал Хилал
- Саудијско првенство (2): 2016/17, 2017/18.
- Саудијски куп (2): 2014/15, 2016/17.
- Куп престолонаследника (2): 2012/13, 2015/16.
- Саудијски суперкуп (1): 2015/16.